# Louis Smith (músico)
Louis Smith (Memphis, 20 de mayo de 1931-20 de agosto de 2016) fue un trompetista de jazz estadounidense.
Centrado en el Hard bop y especializado en baladas y estándares, se conocen de él solo dos discos grabados en los años 50, tras lo cual se retiró a enseñar en la Universidad de Míchigan y en el cercano sistema público escolar de Ann Arbor. En los años 70 hizo una breve reaparición musical que tuvo su prolongación a mediados de los años 90, cuando empezó a grabar de nuevo para el sello Steeplechase.